# Сім'янка

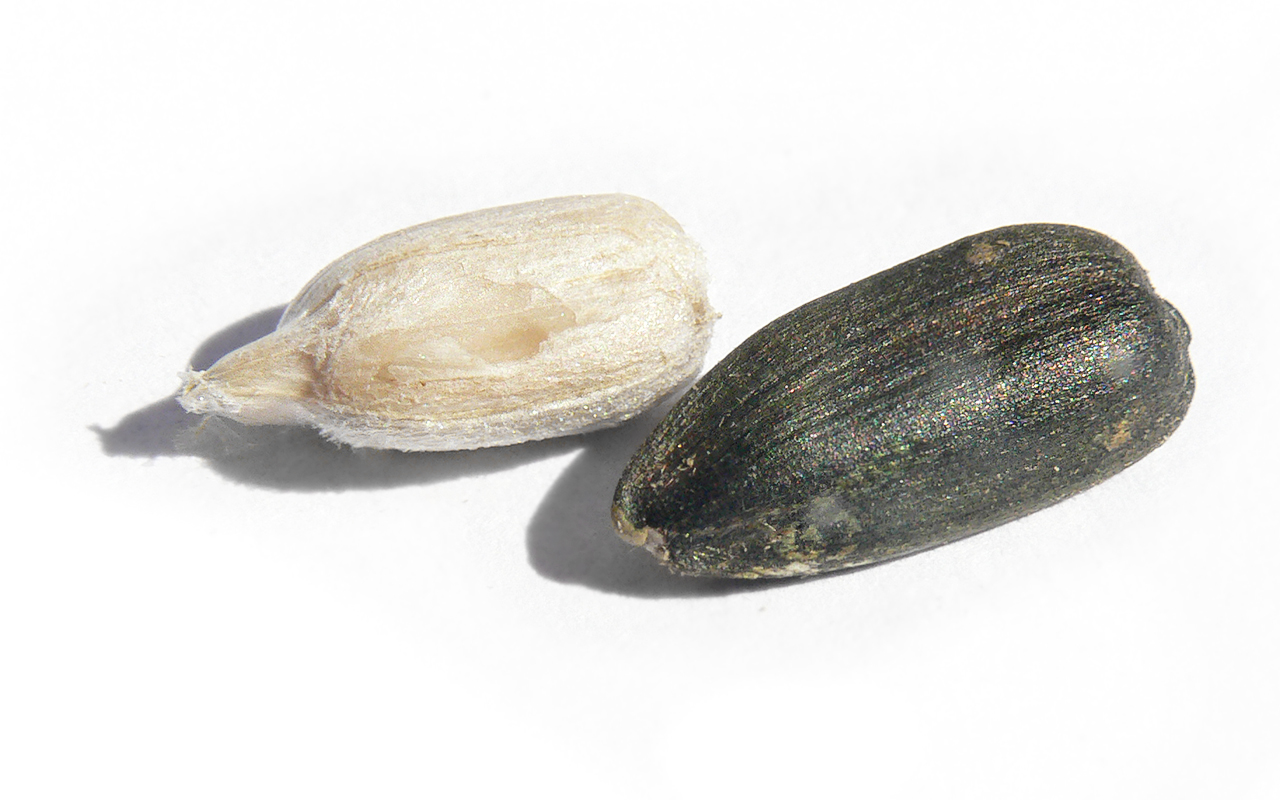
Сім'янка соняшника (праворуч) і очищене зерно (ліворуч)

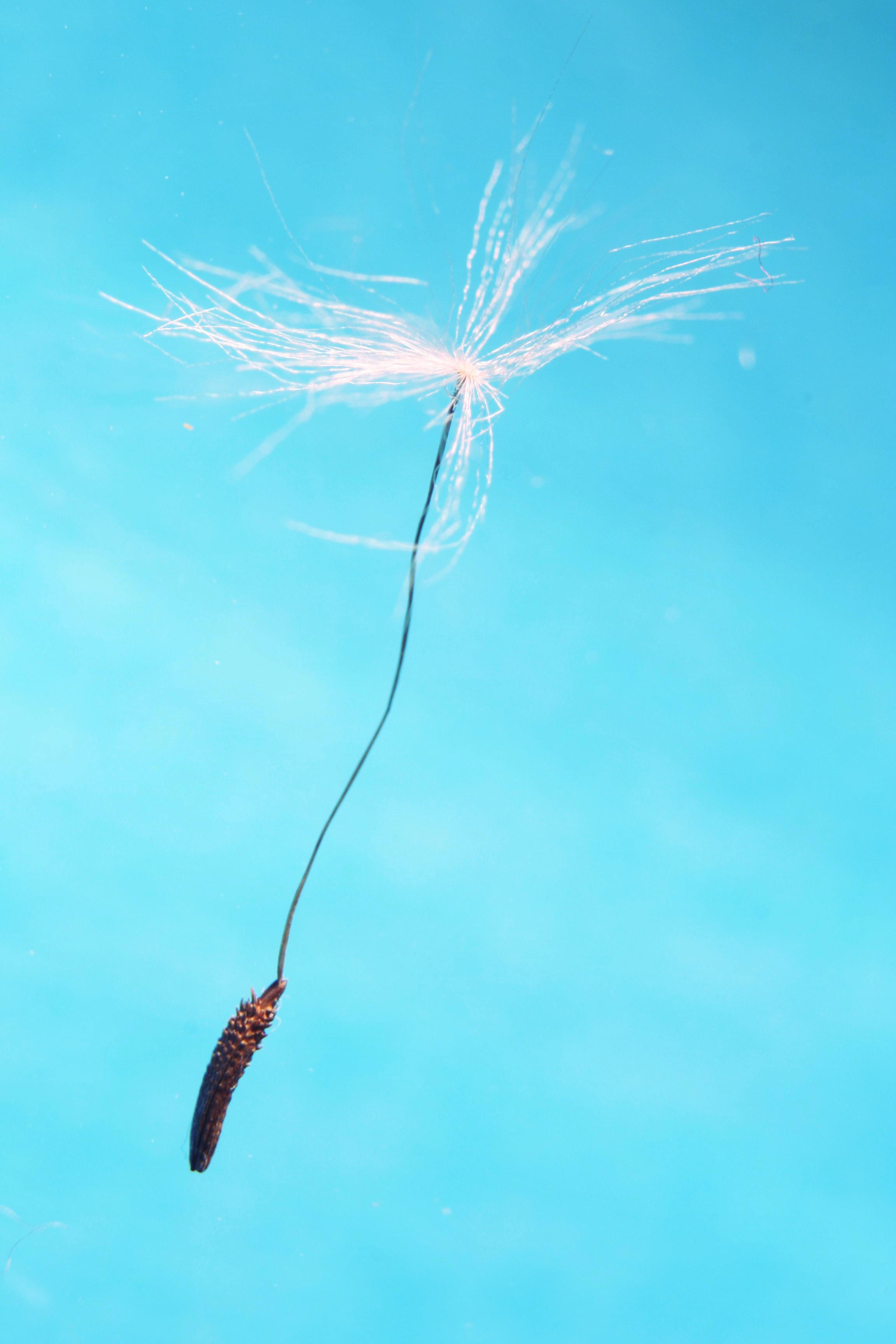
Сім'янка кульбаби з волосками, що розвинулись із видозміненої чашечки

Сім'янка — однонасіневий плід із жорстким шкірястим навколоплідником, який не розкривається і не зростається з насіниною (соняшника, гречки, ковили, коноплі, кульбаби тощо).
Дозріла сім'янка не розкривається і опадає разом з насінням. Такий тип плоду характерний для рослин родини складноцвітих, жовтецевих, геранієвих, селерових.
У деяких видів рослин сім'янка споряджена папусом (їх у просторіччі називають «летючками»).